# Marina Szendey
Marina Szendey, född 8 juli 1971, är en ungersk bågskytt. Hon deltog vid olympiska sommarspelen 1992.